# Giovanni Plantageneto (conte di Cornovaglia)
Giovanni Plantageneto, Conte di Cornovaglia (Eltham, 15 agosto 1316 – Perth, 13 settembre 1336), Secondogenito di Edoardo II e di Isabella di Francia, fu il secondo in linea di successione fino alla nascita del nipote Edoardo di Woodstock.

## Biografia
Giovanni era il secondogenito di Edoardo II e di Isabella di Francia (dopo di lui vennero due femmine), rimasto orfano a soli undici anni venne nominato conte di Cornovaglia l'anno successivo, dal fratello Edoardo III, maggiore di lui di quattro anni. Nonostante fosse poco più che adolescente era un fidato consigliere del fratello che faceva affidamento su di lui anche quando si spingeva fuori dai confini del paese. A diciassette anni era a capo di un esercito mandato da Edoardo III contro gli scozzesi, le cronache lo ricordano come un combattente feroce che non si fermava dinnanzi a niente. Delle sue imprese si ricorda soprattutto la distruzione dell'abbazia di Lesmahagow e della morte di tutti i civili che vi si erano rifugiati dentro. Nell'autunno del 1336 Giovanni muore all'improvviso poco dopo il massacro scozzese che aveva suscitato le ire del fratello monarca.
La leggenda vuole che sia stato il re a farlo uccidere a seguito di quell'azione scellerata, tuttavia l'imponente monumento funebre fatto costruire a Westminster e il grande numero di messe che il re ordinò per il fratello rendono l'idea piuttosto improbabile.
Giovanni non ha lasciato eredi essendo morto scapolo.

## Ascendenza
|                          |                        |                             | Genitori                           |  |  | Nonni |  |  | Bisnonni                 |  |  | Trisnonni              |  |
|                          |                        |                             |                                    |  |  |       |  |  | Enrico III d'Inghilterra |  |  | Giovanni d'Inghilterra |  |
|                          |                        |                             |                                    |  |  |       |  |  | Enrico III d'Inghilterra |  |  | Giovanni d'Inghilterra |  |
|                          |                        | Isabella d'Angoulême        |                                    |  |  |       |  |  | Enrico III d'Inghilterra |  |  |                        |  |
| Edoardo I d'Inghilterra  |                        |                             |                                    |  |  |       |  |  | Enrico III d'Inghilterra |  |  |                        |  |
|                          |                        | Eleonora di Provenza        | Raimondo Berengario IV di Provenza |  |  |       |  |  |                          |  |  |                        |  |
|                          |                        | Eleonora di Provenza        | Raimondo Berengario IV di Provenza |  |  |       |  |  |                          |  |  |                        |  |
|                          |                        | Eleonora di Provenza        | Beatrice di Savoia                 |  |  |       |  |  |                          |  |  |                        |  |
| Edoardo II d'Inghilterra |                        | Eleonora di Provenza        |                                    |  |  |       |  |  |                          |  |  |                        |  |
|                          |                        | Ferdinando III di Castiglia | Alfonso IX di León                 |  |  |       |  |  |                          |  |  |                        |  |
|                          |                        | Ferdinando III di Castiglia | Alfonso IX di León                 |  |  |       |  |  |                          |  |  |                        |  |
|                          |                        | Ferdinando III di Castiglia | Berenguela di Castiglia            |  |  |       |  |  |                          |  |  |                        |  |
| Eleonora di Castiglia    |                        | Ferdinando III di Castiglia |                                    |  |  |       |  |  |                          |  |  |                        |  |
|                          |                        | Giovanna di Dammartin       | Simone di Dammartin                |  |  |       |  |  |                          |  |  |                        |  |
|                          |                        | Giovanna di Dammartin       | Simone di Dammartin                |  |  |       |  |  |                          |  |  |                        |  |
|                          |                        | Giovanna di Dammartin       | Maria di Ponthieu                  |  |  |       |  |  |                          |  |  |                        |  |
| Giovanni Plantageneto    |                        | Giovanna di Dammartin       |                                    |  |  |       |  |  |                          |  |  |                        |  |
|                          | Filippo III di Francia | Luigi IX di Francia         |                                    |  |  |       |  |  |                          |  |  |                        |  |
|                          | Filippo III di Francia | Luigi IX di Francia         |                                    |  |  |       |  |  |                          |  |  |                        |  |
|                          | Filippo III di Francia | Margherita di Provenza      |                                    |  |  |       |  |  |                          |  |  |                        |  |
| Filippo IV di Francia    | Filippo III di Francia |                             |                                    |  |  |       |  |  |                          |  |  |                        |  |
|                          |                        | Isabella d'Aragona          | Giacomo I d'Aragona                |  |  |       |  |  |                          |  |  |                        |  |
|                          |                        | Isabella d'Aragona          | Giacomo I d'Aragona                |  |  |       |  |  |                          |  |  |                        |  |
|                          |                        | Isabella d'Aragona          | Iolanda d'Ungheria                 |  |  |       |  |  |                          |  |  |                        |  |
| Isabella di Francia      |                        | Isabella d'Aragona          |                                    |  |  |       |  |  |                          |  |  |                        |  |
|                          |                        | Enrico I di Navarra         | Tebaldo I di Navarra               |  |  |       |  |  |                          |  |  |                        |  |
|                          |                        | Enrico I di Navarra         | Tebaldo I di Navarra               |  |  |       |  |  |                          |  |  |                        |  |
|                          |                        | Enrico I di Navarra         | Margherita di Borbone-Dampierre    |  |  |       |  |  |                          |  |  |                        |  |
| Giovanna I di Navarra    |                        | Enrico I di Navarra         |                                    |  |  |       |  |  |                          |  |  |                        |  |
|                          |                        | Bianca d'Artois             | Roberto I d'Artois                 |  |  |       |  |  |                          |  |  |                        |  |
|                          |                        | Bianca d'Artois             | Roberto I d'Artois                 |  |  |       |  |  |                          |  |  |                        |  |
|                          |                        | Bianca d'Artois             | Matilde del Brabante               |  |  |       |  |  |                          |  |  |                        |  |
|                          |                        | Bianca d'Artois             |                                    |  |  |       |  |  |                          |  |  |                        |  |